# Radomki
Radomki (deutsch Radomken, 1938 bis 1945 Kurzbachmühle) ist ein nicht mehr offiziell genannter Ort in der polnischen Woiwodschaft Ermland-Masuren und liegt im Gebiet der Gmina Dąbrówno (Landgemeinde Gilgenburg) im Powiat Ostródzki (Kreis Osterode in Ostpreußen).
Die Ortsstelle von Radomki liegt im Südwesten der Woiwodschaft Ermland-Masuren, 23 Kilometer südlich der Kreisstadt Ostróda (deutsch Osterode in Ostpreußen).
Mit Wassermühle, Windmühle und einem großen Hof war Radomken einst ein nicht unbedeutender Ort nahe der Landgemeinde Marwalde (polnisch Marwałd) im Kreis Osterode in Ostpreußen. 1874 wurde Radomken in den neu errichteten Amtsbezirk Marwalde aufgenommen, verlor dann aber – wohl vor 1883 – seine Eigenständigkeit und wurde in die Gemeinde Marwalde integriert. Am 3. Juni – amtlich bestätigt am 16. Juli – 1938 wurde Radomken aus politisch-ideologischer Motivation in „Kurzbachmühle“ umbenannt.
1945 wurde der Ort in Kriegsfolge und gemeinsam mit dem gesamten südlichen Ostpreußen an Polen abgetreten und erhielt die polnische Namensform „Radomki“. Sein Name verliert sich bereits in den 1950er Jahren und wird seither nicht mehr offiziell genannt. Radomki dürfte in der Gemeinde Marwałd (Marwalde) aufgegangen sein.
Bis 1945 war Radomken resp. Kurzbachmühle in die evangelische Kirche Marwalde sowie in die römisch-katholische Kirche Pronikau (polnisch Prątnica) bzw. Marienfelde (polnisch Glaznoty) eingepfarrt.
Nur ein Landweg führt von Marwałd zur Ortsstelle von Radomki.